# Arnold Frederik Holleman

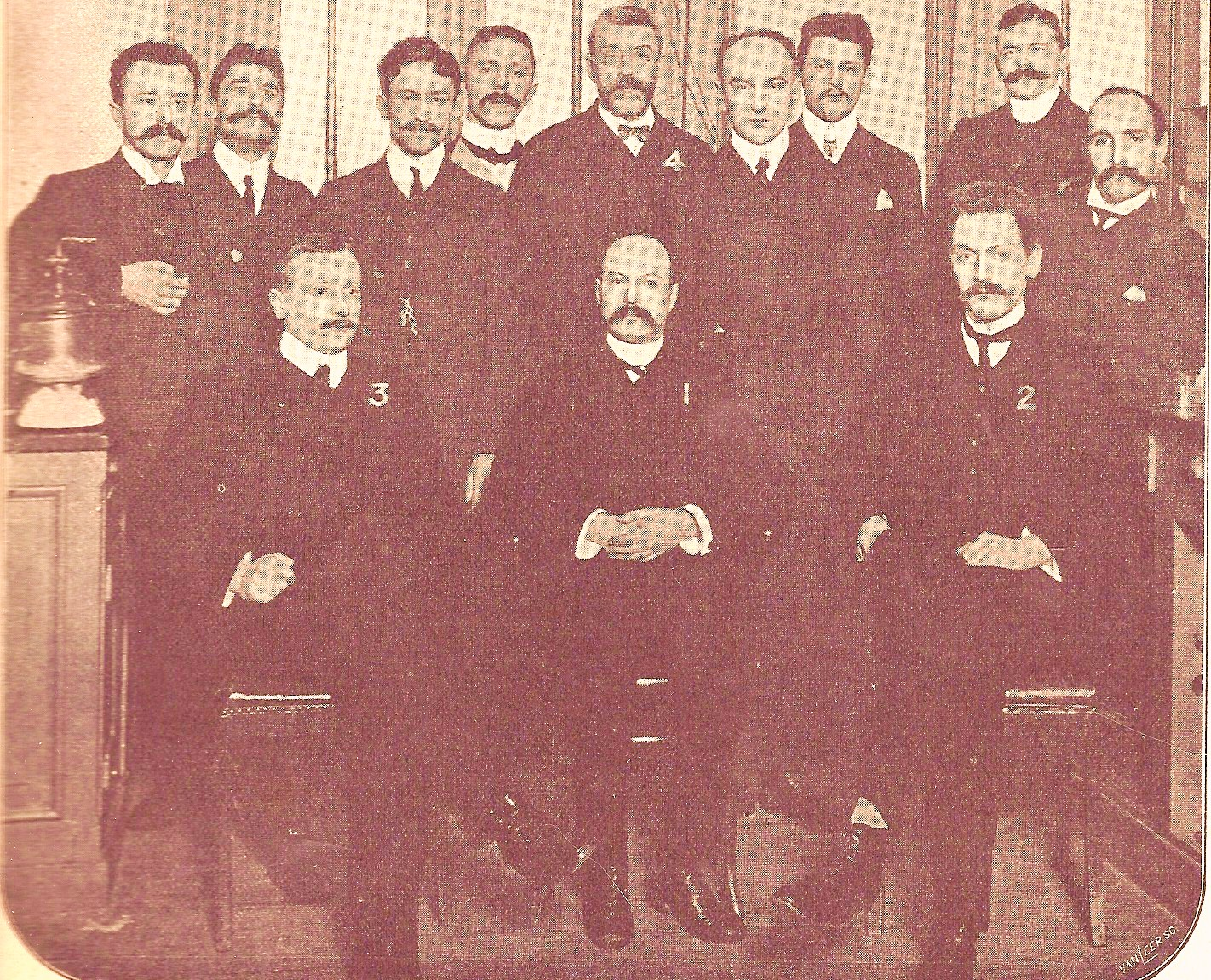
Holleman omgiven av sina assistenter.

Arnold Frederik Holleman, född 28 augusti 1859 i Oisterwijk, död 11 augusti 1953 i Bloemendaal, var en nederländsk kemist.  
Holleman var 1893-1904 professor i kemi vid Universitetet i Groningen och 1905-24 vid Universiteit van Amsterdam. Han utförde talrika undersökningar inom den organiska kemin, främst vad gäller Substitutionsreaktion i aromatiska föreningar. 
Holleman gjorde sig dock mest känd som författare av elementära läroböcker i oorganisk och organisk kemi, Lehrbuch der anorganischen Chemie (17:e upplagan 1921) och Lehrbuch der organischen Chemie (16:e upplagan 1922).